# Eupelmus frondei
Eupelmus frondei är en stekelart som beskrevs av Girault 1922. Eupelmus frondei ingår i släktet Eupelmus och familjen hoppglanssteklar. Inga underarter finns listade i Catalogue of Life.